# Chthonius
Chthonius är ett släkte av spindeldjur. Chthonius ingår i familjen käkklokrypare.

## Bildgalleri

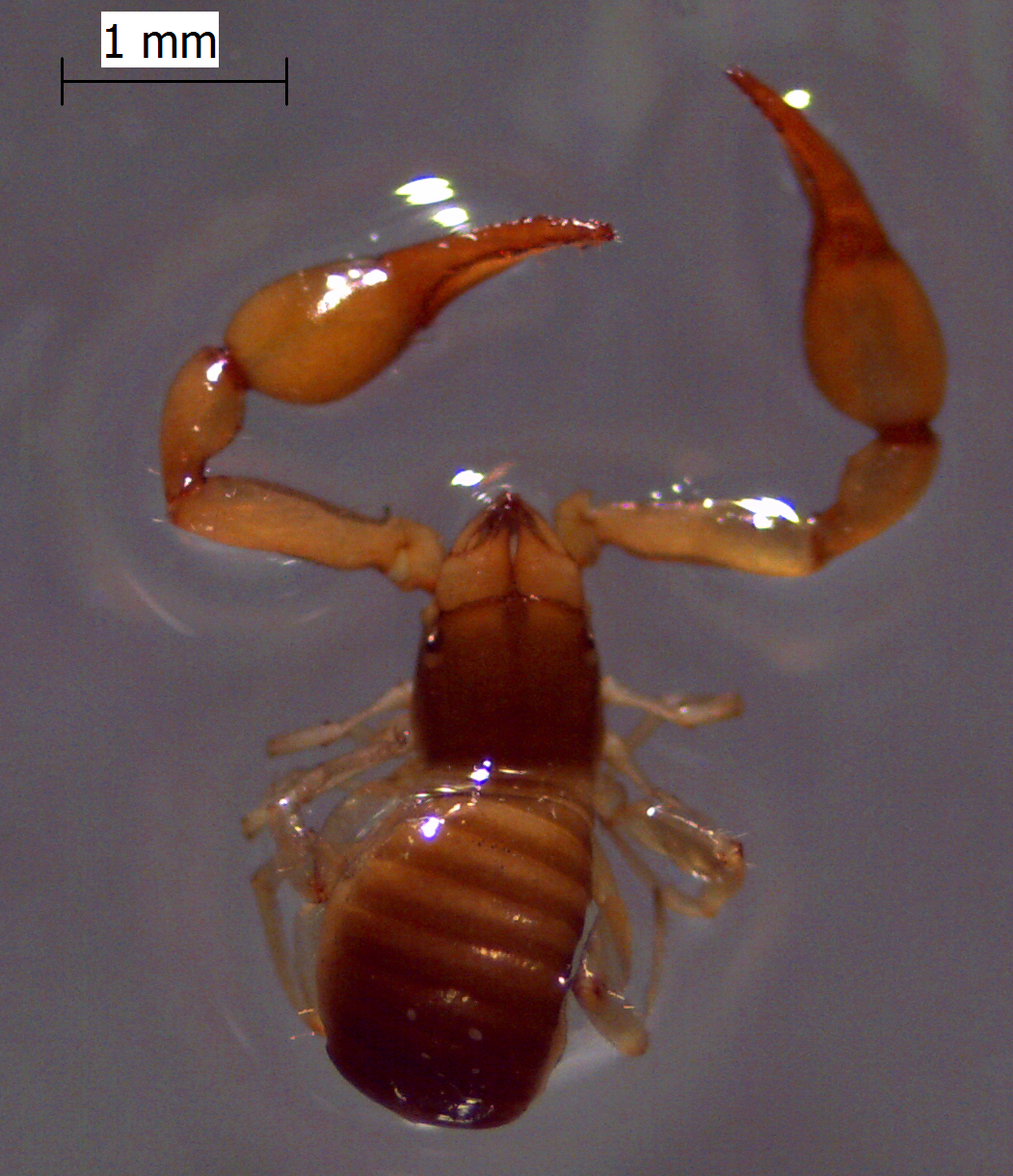
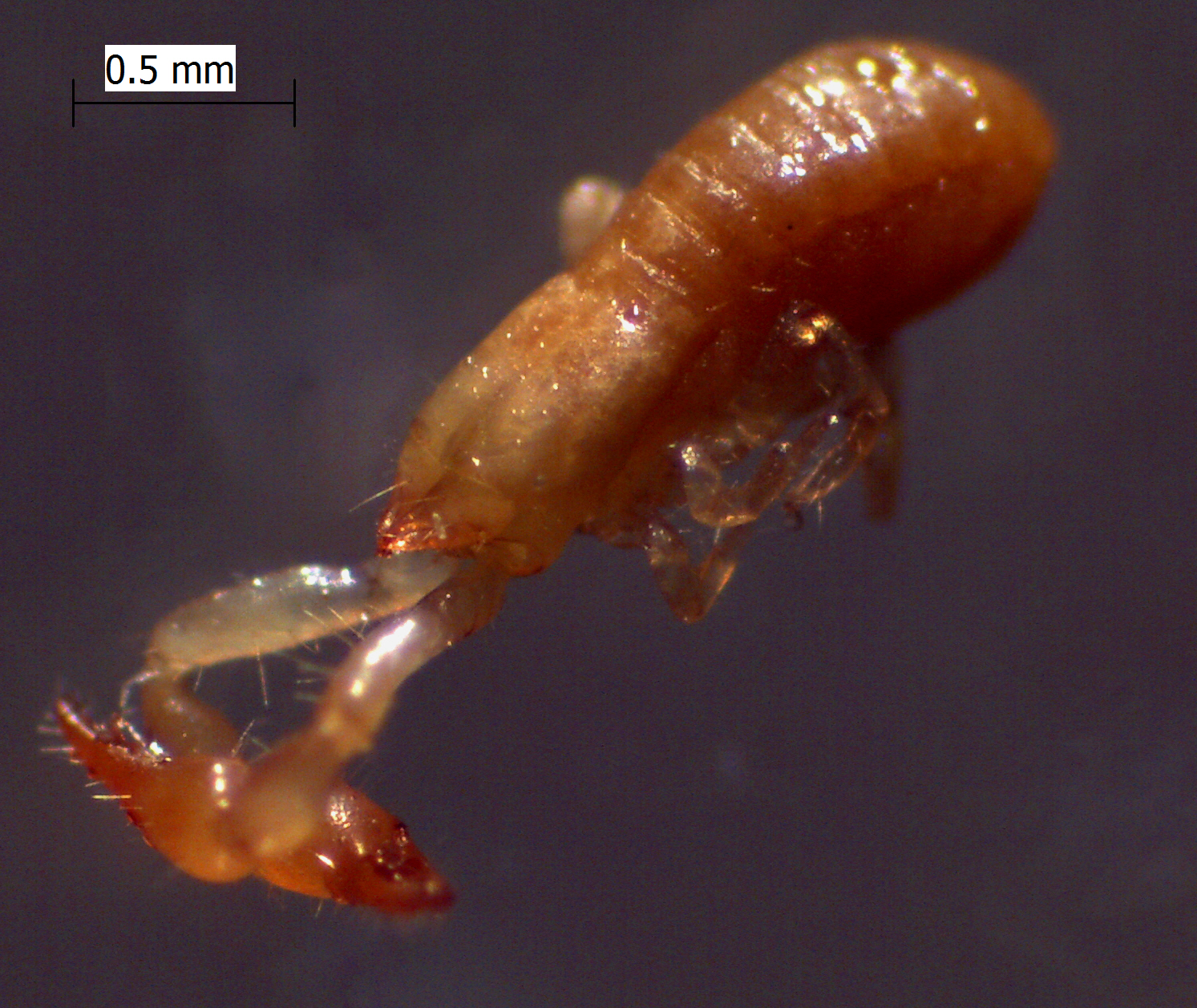

## Dottertaxa tillChthonius, i alfabetisk ordning[1][2]
- Chthonius abnormis
- Chthonius absoloni
- Chthonius aegatensis
- Chthonius agazzii
- Chthonius aguileraorum
- Chthonius alpicola
- Chthonius amatei
- Chthonius anatolicus
- Chthonius anophthalmus
- Chthonius apollinis
- Chthonius apulicus
- Chthonius asturiensis
- Chthonius atlantis
- Chthonius azerbaidzhanus
- Chthonius balazuci
- Chthonius balearicus
- Chthonius bartolii
- Chthonius bauneensis
- Chthonius bellesi
- Chthonius berninii
- Chthonius bidentatus
- Chthonius bogovinae
- Chthonius boldorii
- Chthonius bolivari
- Chthonius brandmayri
- Chthonius cabreriensis
- Chthonius californicus
- Chthonius caligatus
- Chthonius caoduroi
- Chthonius caprai
- Chthonius carinthiacus
- Chthonius cassolai
- Chthonius catalonicus
- Chthonius cavernarum
- Chthonius cavernicola
- Chthonius cavicola
- Chthonius cavophilus
- Chthonius cebenicus
- Chthonius cephalotes
- Chthonius cerberus
- Chthonius chamberlini
- Chthonius chius
- Chthonius comottii
- Chthonius concii
- Chthonius corcyraeus
- Chthonius corsicus
- Chthonius creticus
- Chthonius cryptus
- Chthonius dacnodes
- Chthonius daedaleus
- Chthonius dalmatinus
- Chthonius decoui
- Chthonius densedentatus
- Chthonius diophthalmus
- Chthonius distinguendus
- Chthonius doderoi
- Chthonius dubius
- Chthonius elbanus
- Chthonius ellingseni
- Chthonius elongatus
- Chthonius euganeus
- Chthonius exarmatus
- Chthonius fuscimanus
- Chthonius gasparoi
- Chthonius genuensis
- Chthonius gestroi
- Chthonius gibbus
- Chthonius girgentiensis
- Chthonius giustii
- Chthonius globifer
- Chthonius gracilimanus
- Chthonius graecus
- Chthonius grafittii
- Chthonius guglielmii
- Chthonius halberti
- Chthonius herbarii
- Chthonius heterodactylus
- Chthonius heurtaultae
- Chthonius hiberus
- Chthonius hispanus
- Chthonius hungaricus
- Chthonius ilvensis
- Chthonius imperator
- Chthonius insularis
- Chthonius iranicus
- Chthonius ischnocheles
- Chthonius ischnocheloides
- Chthonius italicus
- Chthonius iugoslavicus
- Chthonius jalzici
- Chthonius jonicus
- Chthonius jugorum
- Chthonius kabylicus
- Chthonius karamani
- Chthonius karamanianus
- Chthonius kemza
- Chthonius kewi
- Chthonius kupalo
- Chthonius lanzai
- Chthonius leoi
- Chthonius leruthi
- Chthonius lesnik
- Chthonius lessiniensis
- Chthonius ligusticus
- Chthonius lindbergi
- Chthonius litoralis
- Chthonius longesetosus
- Chthonius lucanus
- Chthonius lucifugus
- Chthonius lychnidis
- Chthonius macedonicus
- Chthonius machadoi
- Chthonius magnificus
- Chthonius mahnerti
- Chthonius malatestai
- Chthonius maltensis
- Chthonius mariolae
- Chthonius maroccanus
- Chthonius mauritanicus
- Chthonius mayi
- Chthonius mayorali
- Chthonius mazaurici
- Chthonius microphthalmus
- Chthonius microtuberculatus
- Chthonius mingazzinii
- Chthonius minotaurus
- Chthonius minous
- Chthonius minutus
- Chthonius monicae
- Chthonius motasi
- Chthonius multidentatus
- Chthonius nanus
- Chthonius nerjaensis
- Chthonius nidicola
- Chthonius nudipes
- Chthonius occultus
- Chthonius ognjankae
- Chthonius ohridanus
- Chthonius oregonicus
- Chthonius orthodactyloides
- Chthonius orthodactylus
- Chthonius pacificus
- Chthonius paganus
- Chthonius paludis
- Chthonius pancici
- Chthonius paolettii
- Chthonius parmensis
- Chthonius persimilis
- Chthonius perun
- Chthonius petrochilosi
- Chthonius pieltaini
- Chthonius pinai
- Chthonius pivai
- Chthonius platakisi
- Chthonius poeninus
- Chthonius polychaetus
- Chthonius ponsi
- Chthonius ponticoides
- Chthonius ponticus
- Chthonius porevidi
- Chthonius poseidonis
- Chthonius prove
- Chthonius purgo
- Chthonius pusillus
- Chthonius pygmaeus
- Chthonius pyrenaicus
- Chthonius radigost
- Chthonius radjai
- Chthonius raridentatus
- Chthonius remyi
- Chthonius ressli
- Chthonius rhodochelatus
- Chthonius rimicola
- Chthonius rogatus
- Chthonius romanicus
- Chthonius ruffoi
- Chthonius ruizporteroi
- Chthonius sacer
- Chthonius samius
- Chthonius satapliaensis
- Chthonius schmalfussi
- Chthonius scythicus
- Chthonius sendrai
- Chthonius serbicus
- Chthonius sestasi
- Chthonius setosus
- Chthonius shelkovnikovi
- Chthonius shulovi
- Chthonius siculus
- Chthonius simplex
- Chthonius siscoensis
- Chthonius spelaeophilus
- Chthonius spingolus
- Chthonius stammeri
- Chthonius stevanovici
- Chthonius strinatii
- Chthonius submontanus
- Chthonius subterraneus
- Chthonius tadzhikistanicus
- Chthonius tenuis
- Chthonius tetrachelatus
- Chthonius thessalus
- Chthonius trebinjensis
- Chthonius troglobius
- Chthonius troglodites
- Chthonius troglophilus
- Chthonius tuberculatus
- Chthonius tzanoudakisi
- Chthonius vachoni
- Chthonius vandeli
- Chthonius ventalloi
- Chthonius verai
- Chthonius vid
- Chthonius virginicus
- Chthonius vodan
- Chthonius zmaj
- Chthonius zoiai